# General Enrique Mosconi (kommunhuvudort)
General Enrique Mosconi är en kommunhuvudort i Argentina.   Den ligger i provinsen Formosa, i den norra delen av landet, 1 300 km norr om huvudstaden Buenos Aires. General Enrique Mosconi ligger 208 meter över havet och antalet invånare är 1 279.
Terrängen runt General Enrique Mosconi är mycket platt. Runt General Enrique Mosconi är det mycket glesbefolkat, med 3 invånare per kvadratkilometer.. Det finns inga andra samhällen i närheten.
I omgivningarna runt General Enrique Mosconi växer i huvudsak lövfällande lövskog.